# Чан Гин Сок
Чан Гин Сок (Хангиль: 장근석; народився 4 серпня 1987)  — південнокорейський актор, співак та модель, зірка Халлю (Корейська Хвиля). 
Популярні корейські дорами за його участю: «A.N.Jell:Ти прекрасний » (2009), «Мері, де ти була всю ніч» (2010) та «Дощ кохання» (2012).

## Біографія
Гинсок народився 4 серпня 1987 року в провінції Чхунчхон-Пукто, Південна Корея.Він єдина дитина у сім'ї.
Гинсок почав працювати моделлю з п'яти років, а з десяти знімається у кіно.У школі захопився японською музикою, зокрема творчістю Кена Хіраі, і самостійно почав вивчати японську мову. Він також володіє англійською мовою.
Навчався в школі в Сеулі, пізніше у коледжі імені Нельсона в Новій Зеландії. У лютому 2014 року завершив навчання в університеті Ханьян, в м.Сеул.
У 2009 році актор набуває незалежності та створює свою власну продюсерську компанію Tree J під управлінням його сім'ї. 
У 2011 році Чан Гин Сок разом із другом, діджеєм Big Brother, створив гурт «Team H», яка виконує електронну танцювальну музику. 
20 жовтня 2015 року Чан Гин Сок був призначений Почесним (Спеціальним) Професором філантропії Ханянського університету, і трохи пізніше цього ж року провів для студентів лекцію з філантропії. 
У 2017 році він відзначив уже 25-у свою діяльність на сцені та в кіно. Зараз він одна із провідних зірок Халлю, актор, чий фандом включає шанувальників Кореї, Японії, Китаю, Тайваню, Таїланду, Малайзії, Індії, Росії, України, Казахстану, країн Європи, Латинської та Північної Америки, які активно підтримують свого кумира та за його прикладом беруть участь у благодійних акціях.
У липні 2018 року Чан Гин Сок призупинив свою діяльність майже на 2 роки у зв'язку з військовою службою, яку успішно завершив у травні 2020 року. 
Після служби він поновив спочатку музичну, а згодом і акторську діяльність. 

## Кар'єра в кіно на телебаченні

### Акторська діяльність
Чан Гин Сок дебютував у драмі «Happiness for sales» 1997 року. Після цього він отримав декілька епізодичних ролей, а у 2005 році — більш помітну роль у дорамі "Закохані в Празі". 
2006 року він отримав роль в історичній дорамі "Хван Джин І", за яку був визнаний як дорослий актор.
Після зйомок у дорамі "Щасливе життя" 2007 року, де Гин Сок пустив у дію вокальні дані, він почав замислюватися над кар'єрою співака. 
У 2008 році Чан Гин Сок взяв участь у декількох проєктах, один з яких розкрив його потенціал як співака. Але найпомітнішим з них є пригодницька дорама "Хон Гіль Дон" відомих сценаристок сестер Хон, де він зіграв важливу роль другого плану. 
У 2009 році він знявся у фільмі "Справа про вбивство в Ітевоні", заснованому на реальних подіях. Гин Сок зіграв підозрюваного у вбистві, і ця роль дозволила йому розкрити себе як різнопланового актора. Вихід фільму на екрани свого часу викликав широкий резонанс у країні, спровокувавши поновлення розслідування щодо злочину, покладеного в основу фільму. 
2009 рік приніс акторові популярність не тільки по всій Азії, але і за її межами. Наприкінці літа на екрани вийшла музична дорама сестер Хон «A.N.Jell: You're beautiful» («Ангел: Ти прекрасний», SBS), в якій актор зіграв лідера вигаданого молодіжного попгурту, в черговий раз виступивши ще і як співак. Крім нього, в дорамі знялися популярні корейські музиканти Лі Хон Кі, Чон Йон Хва та відома актриса Пак Шин Хьо. 
У 2010 році Гин Сок разом з Мун Гин Йон знявся у музичній дорамі "Ме Рі, де ж ти була всю ніч?", яка була недооцінена в Кореї, але отримала велику популярність у Японії. 
У 2011 році Гин Сок зіграв разом з айдолкою Юною у мелодраматичній дорамі "Дощ кохання", яка стала дуже популярною. І в Гин Сока, і в Юни там були подвійні ролі. Того ж року він знявся у фільмі «You Are My Pet» - ремейку однойменної японської дорами. 
У 2016 році він знявся в дорамі "Daebak / Джекпот" (канал SBS), де він зіграв роль Пек Де Гіля, втраченого сина короля Сук Чона. У цій дорамі Чан Гин Сок розкрився як актор з нового боку, продемонструвавши свої здібності та талант перевтілення. Дорама заснована як на історичних, так і вигаданих подіях. Ця роль принесла актору дві премії на щорічному врученні Drama Awards 2016.
Наступного року Чан Гин Сок взяв участь у зйомках нового фільму відомого режисера Кім Кі Дука «Human, Space, Time and Human» («Людина, простір, час і людина», прем'єра якого відбулася 17 лютого 2018 року на Берлінському кінофестивалі у розділі «Панорама».Також того ж року він з'явився в яскравому камео в популярній дорамі "Хваюгі: Корейська одіссея". 
У 2018 році Чан Гин Сок зіграв 2 ролі — талановитого шахрая та прокурора — у дорамі «Перемикнути світ» (Switch-World). 
Після цього в Гин Сока сталася перерва в діяльності у зв'язку з військовою службою. 
Повернення актора на екрани відбулося у 2023 році в нуарній детективній дорамі "Приманка (Decoy)", де він зіграв слідчого. Дорама не стала популярною в широких колах, але дозволила Гин Соку проявити себе в новому амплуа на телебаченні. 

### Режисерська діяльність
2011 рік став дебютом Чан Гин Сока як режисера. Виходить його авторський фільм "Budapest Diary" ("Щоденник Будапешта"), в якому він сам і зіграв. Наступний його короткометражний фільм Do you still envy such life? («Ви досі заздрите такому життю?») був знятий у рамках випускної роботи, і отримав спеціальну нагороду на SSFF - Short Short Film Festival ASIA 2012.
14 березня 2015 року у Японії відбулася прем'єра його нового авторського фільму «Camp» («Табір»). І знову Чан Гин Сок виступив у двох іпостасях - режисера та актора.
У 2016 році Чан Гин Сок знову заявляє про себе як про кінорежисера. Його короткометражний фільм The Great Legacy («Велика спадщина») запрошений на фестиваль короткометражних фантастичних фільмів BIFAN. Пізніше цей фільм та його другий короткометражний фільм, знятий у Новій Зеландії «Daega. Початкова школа» було показано на IFFAM.

### Музична діяльність
Перші музичні виступи Чан Гин Сок провів спільно з каналом SBS у щотижневому шоу Inkigayo з 25 лютого до 7 жовтня 2007 року.
У 2010 році актор проводить свій перший Asia Tour. А у травні 2011 року новий дебют, цього разу музичний. У Японії виходить його перший сингл Let Me Cry записаний компанією Pony Canyon. На першому ж тижні після виходу диск розпродається в кількості 119 149 копій і займає найвищу сходинку в чарті Oricon. Чан Гин Сок стає першим неяпонцем, що досяг такого. В січні 2012 року він виграє в Gold Disc Awards в номінації «Кращий молодий» артист».
У 2011 році проходить перший «CriShow» тур і здійснюється мрія актора виступити зі своїм шоу на найбільшій сцені Японії Tokio Dome.
У травні 2012 року в Японії виходить сольний альбом Just Crazy, який став першим міжнародним альбомом з новим рекордом у чарті. Пісня з цього альбому згодом стає остом до повнометражного анімаційного фільму Fairy Tail: Priestess of the Phoenix ("Хвіст Феї: Жриця Фенікса", Японія). Цього ж року відбувається його другий тур «CriShow 2».
На початку 2013 року виходить другий альбом «Nature Boy». Гин Сок успішно проводить в Японії Zikzin Zepp Tour, що закінчується в січні 2014 року. Також у Китаї проходить Zikzin Man Asia Tour Show Shanghai «Unstoppable».
25 лютого 2015 вийшов третій сольний альбом «Monochrome». Він майже відразу займає третій рядок чарту Oricon. З 14 березня стартував новий, третій тур «CriShow3. Monochrome».
У вересні 2015 року проходить концерт «Live in Seoul» у Сеулі, наприкінці жовтня концерт у Шанхаї (Китай) та у листопаді в Токіо (Японія).
У 2016-2017 роках музична активність Чана Гин Сока дуже велика. У 2016 році це шоу "It's Show Time" та "Jang Keun Suk Endless Summer 2016", концерти проходять в Японії та Китаї. У другій половині року виходять три нові сингли Darling Darling/Kawaita Kiss (серпень), Endless Summer/Going Crazy (вересень), I Want to Hold You/My Wish (грудень). У серпні 2017 року виходить новий музичний альбом Voyage і з кінця серпня проходять спочатку Zepp Tour, а потім Cri Show IV Voyage. Останнє закінчується у січні 2018 року. 
З 2011 року входить у склад гурту Team H, який випустив декілька альбомів для корейського, японського так китайського ринку, а також виступав з ними у Кореї, Японії та Китаї. 

### Рекламна діяльність
За всі роки Чан Гин Сок брав участь у рекламі багатьох брендів: Ting, EXR, Suit House, BSX, Samsung, OLE, Lawson, Zegda, Картьє, TBS, Sky perfect tv, Nature Republic, Codes Combine, Maxim Café, Ferrino, Caffe Bene, Lotte Duty Free та інших.
У 2013 році актор запускає свій власний бренд Zikzin та відкриває торговий центр у Токіо. Протягом 2013—2014 років записує низку випусків власного радіо Zikzin.
З початку 2014 року актор запрошений як обличчя косметичної фірми Yalget у Китаї. Навесні 2014 року виходить у партнерстві з Пак Шін Хе рекламний відеоролик у форматі мініфільму в рамках співпраці з компанією Lotte Duty Free.

### Громадська діяльність
2011 року Чана Гин Сока призначають почесним представником Сеула. У 2012 році актор бере участь як представник Південної Кореї у саміті з ядерної безпеки разом зі співачкою Пак Чон Хьон та акторами Ван Сок Хьон та Чін Чі Хі.
У 2014 році Чан Гін Сок бере участь як почесний представник Південної Кореї у кінофестивалі «2014 Chinese-Korean Film Festival», що проходив у Пекіні, потім виступає ведучим на благодійному концерті університету Ханян «LOVE and HOPE in HARMONY», а в грудні представляє Корею в Пусані на саміті АСЕАН (Асоціація держав Південно-Східної Азії), що проходив там.
У листопаді 2016 року Чана Гин Сока призначають послом зі зв'язків із громадськістю величезної медіа-арт виставки «Ван Гог зсередини: фестиваль світла та музики» і 11 листопада він бере участь у прес-конференції вже у новій якості. А 14 листопада Чан Гин Сок бере участь вже в прес-конференції у Tower Convention & Entertainment Center (Makao) як посол на майбутньому кінофестивалі.
8 грудня 2017 року відбувається призначення Чана Гин Сока Почесним Послом зимових Олімпійських та Паралімпійських ігор 2018 року у Пхенчхані. 31 січня 2018 року ім'я Чан Гін Сока було внесено до офіційного списку[43] почесних послів Олімпіади. Як посол Чан Гін Сік 29 січня 2018 року взяв участь в естафеті вогню як факелоносця. Крім того, він взяв участь у низці рекламних заходів щодо просування та популяризації майбутньої олімпіади, а також купив 2018 квитків для своїх фанатів, запросивши їх на спільний перегляд паралімпійських змагань з хокею, матч Корея-Японія.
Крім всієї цієї діяльності, Чан Гин Сок бере активну участь у благодійності, постійно жертвуючи у фонди допомоги малозабезпеченим дітям, надає цільову фінансову підтримку людям хворим на рак та дітям з порушеннями слуху. Приклад актора слідує і його фандом. З 2012 року у серпні проводиться благодійна виставка, яку організує офіційний корейський фан-клуб актора CriJ та у якій беруть участь зі своїми роботами шанувальники Чан Гин Сока з усього світу. Весь прибуток від цих виставок йде благодійність від імені актора.

## Фільмографія

### Фільми
| Рік  | Назва                                             | Роль                    |
| ---- | ------------------------------------------------- | ----------------------- |
| 2006 | «Останній пропущений дзвінок» (японський фільм)   | Ан Чіну                 |
| 2007 | «Щасливе життя»                                   | Пак Хьонджін            |
| 2008 | «До Ре Мі Фа Соль Ля Сі До»                       | Сін Ин Гю               |
| 2008 | «Дитина і я»                                      | Хан Чунсу               |
| 2008 | «Божевільне очікування»                           | Пак Вондже              |
| 2009 | «Справа про вбивство в Ітевоні»                   | Роберт Джей Патерсон    |
| 2011 | «Будапештський щоденник» (короткометражний фільм) | Кинсок                  |
| 2011 | «Ти мій улюбленець»                               | Кан Інхо («Момо»)       |
| 2015 | «Табір» (короткометражний фільм)                  | режисер та головна роль |
| 2018 | «Людина, простір, час і знову людина»             | Адам                    |

### Телевізійні серіали
| Рік  | Назва                            | Роль                      | Мережа       |
| ---- | -------------------------------- | ------------------------- | ------------ |
| 1998 | «Обійми»                         | Вонджу                    | SBS          |
| 2000 | «Школа» (3 сезон)                | молодший брат Кан Вонсока | KBS2         |
| 2001 | «Пані Палацу»                    | молодий Чон Рьом          | SBS          |
| 2001 | «Чотири сестри»                  | молодий Лі Йонхун         | MBC          |
| 2002 | «Помаранч»                       | Чан Гинсок                | SBS          |
| 2002 | «Великі амбіції»                 | молодий Пак Сійон         | SBS          |
| 2003 | «Нонстоп» (4 сезон)              | Кинсок                    | MBC          |
| 2003 | «Музей сови» (спеціальна драма)  | Лі Чанву                  | KBS2         |
| 2005 | «Коханці у Празі»                | Юн Канхї                  | SBS          |
| 2006 | «Вчитель прибулець»              | Бонсам / Александр        | Tooniverse   |
| 2006 | «Хван Чіні»                      | Кім Инхо                  | KBS2         |
| 2008 | «Хон Гіль Дон»                   | Лі Чханхві                | KBS2         |
| 2008 | «Вірус Бетховена»                | Кан Конву                 | MBC          |
| 2009 | «Ти прекрасний!»                 | Хван Текьон               | SBS          |
| 2010 | «Одружись зі мною, Ме Рі»        | Кан Мугьоль               | KBS2         |
| 2011 | «Ти красивий» (японський серіал) | камео, (8 серія)          | TBS          |
| 2012 | «Дощ кохання»                    | Со Інха / Со Чун          | KBS2         |
| 2013 | «Бель амі»                       | Докдо Мате                | KBS2         |
| 2016 | «Королівський гравець»           | Пек Дегіль                | SBS          |
| 2017 | «Корейська одисея»               | Кон Чак (камео, 3 серія)  | tvN          |
| 2018 | «Перемикач»                      | Са Дочхан / Пек Чунсу     | SBS          |
| 2023 | «Приманка»                       | Ку До Хан                 | Coupang Play |

### Телевізійні шоу
| Рік  | Назва       | Роль                                            | Мережа |
| ---- | ----------- | ----------------------------------------------- | ------ |
| 2016 | Produce 101 | Ведучий («Представник національних продюсерів») | Mnet   |

## Нагороди
| Рік  | Нагорода                                         | Категорія                                               | Робота                          | Результат | Примітки |
| ---- | ------------------------------------------------ | ------------------------------------------------------- | ------------------------------- | --------- | -------- |
| 2006 | Mnet Топ-100                                     | Чарівні неодружені хлопці                               | Н/Д                             | Перемога  |          |
| 2006 | Mnet Топ-100                                     | Привабливі чоловікі                                     | Н/Д                             | #29       |          |
| 2006 | 20-та Премія KBS драма                           | Краща пара (разом з Ха Чі Вон)                          | «Хван Чіні»                     | Перемога  | [ 22 ]   |
| 2006 | 20-та Премія KBS драма                           | Кращий новий актор                                      | «Хван Чіні»                     | Номінація |          |
| 2007 | Mnet Топ-100                                     | Must Have Males                                         | Н/Д                             | #3        |          |
| 2007 | 10-та Режисерська премія                         | Кращий новий актор                                      | «Щасливе життя»                 | Перемога  | [ 23 ]   |
| 2007 | 28-ма Премія Блакитний дракон                    | Кращий новий актор                                      | «Щасливе життя»                 | Номінація |          |
| 2007 | 6-та Корейська кінопремія                        | Кращий новий актор                                      | «Щасливе життя»                 | Номінація |          |
| 2008 | 44-та Премія Пексан                              | Кращий новий кіноактор                                  | «Щасливе життя»                 | Перемога  | [ 24 ]   |
| 2008 | 17-та Кінопремія Buil                            | Кращий новий актор                                      | «Щасливе життя»                 | Номінація |          |
| 2008 | 45-та Кінопремія Великий дзвін                   | Кращий новий актор                                      | «Щасливе життя»                 | Номінація |          |
| 2008 | 2-га Премія Корейської драми                     | Нагорода за майстерність (актор)                        | «Вірус Бетховена»               | Номінація |          |
| 2008 | Премія MBC драма                                 | Кращий новий актор                                      | «Вірус Бетховена»               | Перемога  | [ 25 ]   |
| 2008 | 22-га Премія KBS драма                           | Нагорода за майстерність (актор мінісеріалу)            | «Хон Гіль Дон»                  | Номінація |          |
| 2008 | 22-га Премія KBS драма                           | Нагорода за популярність                                | «Хон Гіль Дон»                  | Перемога  | [ 26 ]   |
| 2009 | 46-та Кінопремія Великий дзвін                   | Кращий актор другого плану                              | «Справа про вбивство в Ітевоні» | Номінація |          |
| 2009 | 18-та Премія SBS драма                           | Нагорода за майстерність (актор спеціальної драми)      | «Ти прекрасний!»                | Номінація |          |
| 2009 | 18-та Премія SBS драма                           | Нагорода Netizen                                        | «Ти прекрасний!»                | Перемога  | [ 27 ]   |
| 2009 | 18-та Премія SBS драма                           | Топ-10 зірок                                            | «Ти прекрасний!»                | Перемога  | [ 27 ]   |
| 2010 | 46-ма Премія Пексан                              | Найпопулярніший кіноактор                               | «Справа про вбивство в Ітевоні» | Перемога  | [ 28 ]   |
| 2010 | Премія Yahoo! Asia Buzz                          | Top Buzz Male Korea Star                                | Н/Д                             | Перемога  | [ 29 ]   |
| 2010 | Премія Yahoo! Asia Buzz                          | Top Buzz Male Asia Star                                 | Н/Д                             | Перемога  | [ 29 ]   |
| 2010 | 24-та Премія KBS драма                           | Нагорода за майстерність (актор мінісеріалу)            | «Одружись зі мною, Ме Рі»       | Номінація |          |
| 2010 | 24-та Премія KBS драма                           | Нагорода Netizen                                        | «Одружись зі мною, Ме Рі»       | Перемога  | [ 30 ]   |
| 2010 | 24-та Премія KBS драма                           | Краща пара (разом з Мун Гинйон)                         | «Одружись зі мною, Ме Рі»       | Перемога  | [ 30 ]   |
| 2011 | 15-та Музична премія Global Chinese              | Найпопулярніший корейський артист                       | Н/Д                             | Перемога  | [ 31 ]   |
| 2011 | Корейська премія популярної культури та мистецтв | Подяка від міністра культури                            | Н/Д                             | Перемога  | [ 32 ]   |
| 2011 | 3-тя Азійська ювелірна премія                    | Світова зірка                                           | Н/Д                             | Перемога  | [ 33 ]   |
| 2011 | 19-та Корейська премія культури та розваг        | Головний приз в категорії Корейська хвиля               | Н/Д                             | Перемога  | [ 34 ]   |
| 2011 | Yahoo! Asia Buzz Awards                          | Taiwan Top Searched Single Korean Artist                | Н/Д                             | Перемога  | [ 35 ]   |
| 2012 | 26-та Japan Gold Disc Awards                     | Кращи три нових артиста (разом з 2PM and Beast)         | Н/Д                             | Перемога  | [ 36 ]   |
| 2012 | 10th IFPI Hong Kong Record Sales Awards          | Best Selling Korean Album (with Big Brother)            | The Lounge H Vol. 1             | Перемога  | [ 37 ]   |
| 2012 | 48-ма Премія Пексан                              | Найпопулярніший кіноактор                               | «Ти мій улюбленець»             | Перемога  | [ 38 ]   |
| 2012 | Премія Худін                                     | Топ-100 азійських зірок                                 | Н/Д                             | #3        |          |
| 2012 | 26-та Премія KBS драма                           | Нагорода за майстерність (актор середньотривалої драми) | «Дощ кохання»                   | Номінація |          |
| 2013 | 27-ма Премія Japan Gold Disc                     | Кращі три альбоми                                       | Just Crazy                      | Перемога  | [ 39 ]   |
| 2013 | 27-ма Премія KBS драма                           | Нагорода за майстерність (актор мінісеріалу)            | «Бель амі»                      | Номінація |          |
| 2013 | 27-ма Премія KBS драма                           | Краща пара (разом з IU)                                 | «Бель амі»                      | Номінація |          |
| 2016 | 5-та Зіркова премія APAN                         | Кращий актор серіалу                                    | «Королівський гравець»          | Номінація |          |
| 2016 | 25-та Премія SBS драма                           | Головний приз (Daesang)                                 | «Королівський гравець»          | Номінація | [ 40 ]   |
| 2016 | 25-та Премія SBS драма                           | Нагорода за високу майстерність (актор серіалу)         | «Королівський гравець»          | Перемога  | [ 40 ]   |
| 2016 | 25-та Премія SBS драма                           | Топ-10 зірок                                            | «Королівський гравець»          | Перемога  | [ 40 ]   |